# Nikon Coolpix 4500
Le Nikon Coolpix 4500 est un appareil photographique numérique de type compact fabriqué par Nikon de la série Nikon Coolpix.
Commercialisé en juin 2002 au prix public de 889 €, le 4500 est un appareil haut de gamme (à sa sortie) de dimensions : 13 × 7,3 × 5 cm. Il remplace les modèles de la série 900 (900, 900s, 910, 950, 990 et 995). Le modèle pour le marché américain présente une bande verte au niveau du grip de la poignée, tandis que le modèle européen et canadien est rouge, sans autre différence technique.

## Description
Sa principale particularité réside dans son corps en 2 parties pivotant qui permet d'orienter l'objectif suivant les besoins de la prise de vue et permet des images inédites.

Son boîtier de forme ergonomique lui assure une bonne prise. Il possède une définition de 4,0 mégapixels et est équipé d'un zoom optique de 4x.

Sa portée minimum de la mise au point est de 30 cm mais ramenée à 2 cm en mode macro.

Son automatisme gère 16 modes Scène pré-programmés afin de faciliter les prises de vues (paysage, portrait, macro, coucher de soleil/clair de lune, assistant pour panorama, texte, musée, fête/intérieur, crépuscule, rétro-éclairage, plage/neige, portrait nuit, combinaison de prises de vue, feu d'artifice, nocturne, sports).

L’ajustement de l'exposition est automatique et permet également un mode manuel avec un ajustement dans une fourchette de ±2.0 par paliers de 0,33 EV.

La balance des blancs se fait de manière automatique, mais également semi-manuelle avec des options pré-réglées (ensoleillé, lumière incandescente, tubes fluorescents, nuageux, flash).

Son flash incorporé a une portée effective de 0,5 à 3 m en grand-angle et de 0,5 à 1,6 m en téléobjectif et dispose de la fonction atténuation des yeux rouges.

La fonction "BSS" (Best Shot Selector) sélectionne parmi dix prises de vues successives, l'image la mieux exposée et enregistre automatiquement.

La fonction "Réduction du bruit" s’active automatiquement lorsque la vitesse d’obturation est lente.

Son mode Rafale permet de prendre 5 images par seconde.
Nikon a arrêté sa commercialisation en 2006.

## Caractéristiques
- Capteur CCD taille 1/1,8 pouce - définition : 4,13 millions de pixels, effective : 4,0 millions de pixels
- Zoom optique : 4×, numérique : 4×
  - Distance focale équivalence 35 mm : 38-155 mm
  - Ouverture maximale de l'objectif : F/2,6-F/5,1
- Vitesse d'obturation : 8 à 1/2300 seconde
- Sensibilité : auto et manuel 100 - 200 - 400 et 800 ISO
- Stockage : CompactFlash type I/II et microdrive - pas de mémoire interne
- Définition image maxi : 2272×1704 au format JPEG et TIFF
- Autres définitions : 2275×1520 , 1600×1200, 1024×768 et 640×480
- Définitions vidéo : 320x240 à 15 images par seconde par séquence de 35 secondes au format QuickTime avec audio
- Connectique : USB, audio-vidéo composite
- Écran LCD de 1,5 pouce - matrice active TFT de 110 000 pixels
- Batterie propriétaire rechargeable lithium-ion type EN-EL1
- Poids : 360 g sans accessoires (batteries-carte mémoire) - 374 g avec accessoires
- Finition: noir.